# Wojciech Grzyb (piłkarz)
Wojciech Grzyb (ur. 21 grudnia 1974 w Mysłowicach) – polski piłkarz, grający na pozycji pomocnika lub obrońcy, trener.

## Kariera piłkarska
Przez cały okres swej kariery grał w śląskich klubach. Karierę zaczynał w Ruchu Chorzów. W 1994 przeszedł do drużyny Górnik 09 Mysłowice. W I lidze grał od sezonu 1998/99 w Ruchu Radzionków. Potem, od sezonu 2002/03 reprezentował barwy Odry Wodzisław Śląski, w sezonie 2005/06 powrócił do grającej na zapleczu ekstraklasy drużyny z Chorzowa. W Ruchu pełnił rolę kapitana, której zrzekł się we wrześniu 2009 na rzecz Grzegorza Barana. Z Ruchem Chorzów zdobył w sezonie 2011/12 wicemistrzostwo Polski, był też finalistą Pucharu Polski.
Po zakończeniu grania otrzymał od działaczy Ruchu pamiątkową koszulkę z numerem "300". Taką liczbę meczów w elicie Grzyb przekroczył w trakcie sezonu 2011/12. W sumie rozegrał na najwyższym szczeblu rozrywek 302 spotkania.
W latach 90. XX wieku grał też w futsal, w którym zdobył wicemistrzostwo Polski. Zagrał w dwóch meczach reprezentacji Polski z Węgrami.
| Sezon       | Klub                  | Mecze | Gole |
| ----------- | --------------------- | ----- | ---- |
| 1998/99     | Ruch Radzionków       | 16    | 1    |
| 1999/00     | Ruch Radzionków       | 28    | 5    |
| 2000/01     | Ruch Radzionków       | 28    | 1    |
| 2001/02     | Ruch Radzionków       | 28    | 2    |
| 2002/03     | Odra Wodzisław Śląski | 30    | 2    |
| 2003/04     | Odra Wodzisław Śląski | 22    | 1    |
| 2004/05     | Odra Wodzisław Śląski | 21    | 1    |
| 2005/06 (j) | Odra Wodzisław Śląski | 15    | 0    |
| 2005/06 (w) | Ruch Chorzów          | 17    | 1    |
| 2006/07     | Ruch Chorzów          | 33    | 5    |
| 2007/08     | Ruch Chorzów          | 28    | 7    |
| 2008/09     | Ruch Chorzów          | 30    | 4    |
| 2009/10     | Ruch Chorzów          | 30    | 4    |
| 2010/11     | Ruch Chorzów          | 28    | 4    |
| 2011/12     | Ruch Chorzów          | 26    | 0    |

## Kariera trenerska
W lutym 2013 rozpoczął karierę trenerską w Górniku Wesoła, jednak jego przygoda z mysłowickim klubem nie potrwała długo. Od 26 września 2013 pełnił funkcję szkoleniowca drugoligowej Concordii Elbląg.
24 kwietnia 2017 został asystentem Krzysztofa Warzychy przy pierwszej drużynie Ruchu Chorzów. Po zakończeniu sezonu Ekstraklasy 2016/17 zrezygnowano z jego usług.
5 lipca 2021 ponownie dołączył do sztabu szkoleniowego Ruchu Chorzów. Został wówczas trenerem przygotowania motorycznego w sztabie Jarosława Skrobacza, a następnie Jana Wosia i później Janusza Niedźwiedzia.

## Życie prywatne
Jego żoną jest piłkarka ręczna Kinga Grzyb, przez pewien czas reprezentująca barwy Ruchu Chorzów. Mają córkę Amelię.